# Nachspiel
Das Nachspiel ist ein kurzes, heiteres und teilweise derbes, possenhaftes Stück, das in der europäischen Theatertradition bis zum Ende des 18. Jahrhunderts nach der Aufführung eines dramatischen Bühnenwerks folgte. Es war eine so genannte Nachkomödie, zum Teil auch mit Pantomime oder Ballett. Inhaltlich bestand meist kein Zusammenhang mit der Hauptaufführung.

## Varianten

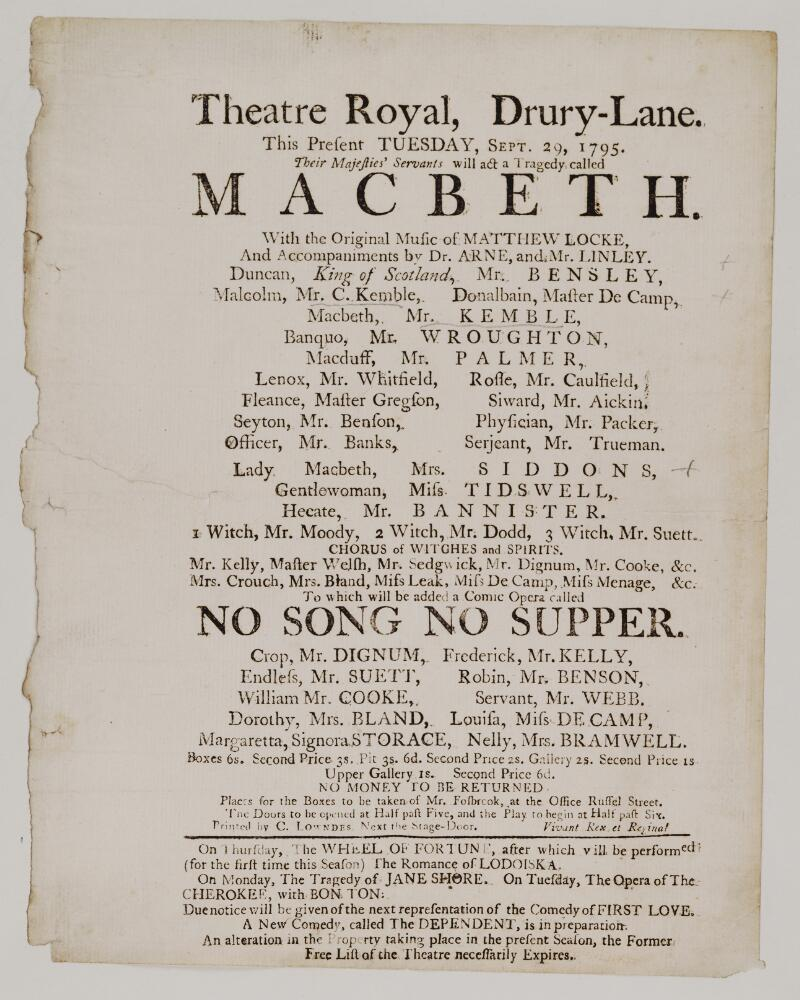
Matthew Lockes Oper Macbeth und als Nachspiel [„Afterpiece“] Stephen Storaces No song no supper (1795)

In der Geschichte des Theaters haben sich viele unterschiedliche Formen des Nachspiels herausgebildet:
- das Satyrspiel als Abschluss der drei Tragödien im Theater der griechischen Antike,
- das Exodium bzw. Atellane im Theater der römischen Antike,
- die Klucht als Nachspiel der Abelespelen und Moralitäten im Mittelalter,
- die Jigs, Pickelheringspiele und Hanswurstiaden der englischen Komödianten des elisabethanischen Theaters und der deutschen Wanderbühnen,
- der Schwank und die Posse als volkssprachliche Stücke nach den lateinischen Schuldramen im Jesuitentheater der Barockzeit,
- die Entreméses und Sainetes des spanischen Barockheaters,
- das Divertissement als tänzerisches Nachspiel,
- die Arlecchino-Farcen aus der italienischen Tradition der Commedia dell’arte im 17. und 18. Jahrhundert, die auch in der französischen Komödie gepflegt wurde, u. a. von Molière.

## Geschichte
Das erste bezeugte Nachspiel im deutschsprachigen Theater ist Teil des Stücks Vom Bauern Mopsus, der seine Frau verprügelt und stammt aus dem Jahr 1581. Es steht in der Tradition der Fastnachtsspiele. Die Nachspiele waren beim Publikum außerordentlich beliebt und nicht nur attraktiver als die vorhergehende große Tragödie, sondern sogar beliebter als die Haupt- und Staatsaktion. 
Johann Christoph Gottsched wollte im Zuge seines Versuchs einer Theaterreform 1737 in Leipzig den Hanswurst als Hauptdarsteller von der Bühne zu verbannen, in einem dafür verfassten Nachspiel. Er konnte sich jedoch nicht durchsetzen und empfahl, statt der improvisierten, oft aus dem Stegreif gespielten Burlesken dramaturgisch ausgearbeitete Einakter wie die Schäferspiele. Diese etablierten sich jedoch nicht; noch 1757 folgte nach einer Aufführung von Gotthold Ephraim Lessings bürgerlichem Trauerspiel Miss Sara Sampson (1755) in Lübeck die Ballettpantomime Der vom Arlekin betrogene Pantalon und Pierrot. Sogar in der großen Zeit der Hamburgischen Entreprise (1767–69) wurde nach bedeutenden Dramen wie Nathan der Weise ein komisches Nachspiel gegeben. Erst am Ausgang des 18. Jahrhunderts endete die Theaterpraxis der Nachspiele.
Von 1822 bis 1824 gab Karl von Holtei das Jahrbuch deutscher Nachspiele heraus, welches bis 1844 dann den Titel Jahrbuch deutscher Bühnenspiele erhielt (und ab 1832 unter Mitwirkung von Friedrich Wilhelm Gubitz publiziert wurde).

## Nachspiel als Bestandteil von Dramen
Nicht mit dieser Tradition zu verwechseln sind Nachspiele, die mit dem Hauptstück in einem thematischen Zusammenhang stehen, wie beispielsweise die allegorischen Ausdeutungen der Jesuitendramen, und der dramatische Epilog, der einen Nachtrag oder Ausblick aus dem Stück bietet, unter anderem in Arthur Millers Tod eines Handlungsreisenden (1949) und Max Frischs Biedermann und die Brandstifter (1958), von Pavel Kohout in seinen Einaktern auch mit Vor- und Pausenspielen kombiniert. Diese Form des Nachspiels entstand erst im 19. Jahrhundert, zum Beispiel in Friedrich de la Motte Fouqués Die Belagerung von Byzanz oder Griechisches Feuer (2004 posthum veröffentlicht).